# Карликовые тиранны
Карликовые тиранны — род воробьиных птиц из семейства тиранновых. Родовое название дано в честь американского орнитолога Джона Зиммера.

## Список видов
Выделяют 15 видов:
- Zimmerius acer (Salvin & Godman, 1883)
- Zimmerius albigularis (Chapman, 1924)
- Zimmerius bolivianus (d'Orbigny, 1840) — Боливийский карликовый тиранн
- Zimmerius chicomendesi Whitney, Schunck, Rêgo, MA & Silveira, 2013
- Zimmerius chrysops (Sclater, 1859)
- Zimmerius cinereicapilla (Cabanis, 1873) — Красноклювый карликовый тиранн
- Zimmerius flavidifrons (Sclater, PL, 1860)
- Zimmerius gracilipes (Sclater et Salvin, 1868) — Стройный карликовый тиранн
- Zimmerius improbus (Sclater & Salvin, 1871)
- Zimmerius minimus (Chapman, 1912)
- Zimmerius parvus (Lawrence, 1862)
- Zimmerius petersi (Berlepsch, 1907)
- Zimmerius vilissimus (Sclater et Salvin, 1859) — Очковый карликовый тиранн
- Zimmerius villarejoi Alvarez Alonso et Whitney, 2001
- Zimmerius viridiflavus (Tschudi, 1844) — Золотолобый карликовый тиранн